# Борислав Лалић
Борислав Лалић (Виницка, 1936) је црногорски новинар и публициста најпознатији по својим књигама о Че Гевари и Фиделу Кастру. Завршио је Правни факултет Универзитета у Београду. Добитник је Награде Светозар Марковић коју додељује Удружење новинара Србије. Велики део каријере провео је као репортер Танјуга, а касније био дописник из Мексика, Кубе, Шпаније и САД. Члан је Удружења књижевника Србије.

## Дела
- Куба - монографија (1976)
- Чудо се догодило у Шпанији (1979)
- Anti - Yugoslav Pretensions of Enver Hoxha (1984)
- Путници без повратне карте (1995)
- Руке Че Геваре (1997)
- Че Гевара - живот, смрт, легенда (2006)
- Фидел Кастро - један човек, једна револуција (2007)
- Човек од кромпира (2008)
- Милован Ђилас - верник, бунтовник, мученик (2011)
- Трагом мога пера (2017)
- Виницка о људима и усудима (2023)